# چاتاهوچی هیلز (جورجیا)
چاتاهوچی هیلز، جورجیا (به انگلیسی: Chattahoochee Hills, Georgia) یک شهر در ایالات متحده آمریکا با جمعیت ۲٬۳۷۸ نفر است که در شهرستان فولتن، جورجیا واقع شده‌است.